# Jan Van den Eeden
Joannes Baptista (Jan) Van den Eeden (Gent, 26 december 1842 – Bergen, 4 april 1917) was een Belgisch componist, pianist, dirigent en muziekpedagoog.
Hij was zoon van schoenmaker Ludovicus Van den Eeden en Virginia Verzalke. In 1891 werd hij lid van de Koninklijke Academie van België en was commandeur in de Leopoldsorde. Tijdens de Eerste Wereldoorlog verbleef hij van oktober 1914 tot september 1915 in Engeland, hij keerde al tijdens die oorlog terug en overleed bijna twee jaar later.
Hij kreeg zijn muziekopleiding aan het Koninklijk Conservatorium Gent. Zijn docenten waren Auguste Merlé (notenleer, samenzang), Jean Andries (kamermuziek) en Maximilien Heyndericks (piano). Hij slaagde met eerste prijzen dan wel met prix d’excellence. Hij begon al vroeg met zelf lesgeven aan bijvoorbeeld het Normaalschool der Goede Hoop. Toch nam hijzelf ook nog lessen bij Karel Miry, die hem onderwees in harmonieleer en François-Joseph Fétis aan het Koninklijk Conservatorium Brussel (contrapunt en fuga). Als uitvoerend musicus betrok hij een baan als pianist van het Gentse Opera-orkest. Een van zijn eerste composities De wind, een cantate op tekst van Emmanuel Hiel haalde in 1865 een tweede plaats in de Prijs van Rome. Een later ingezonden cantate (1867) Het woud op tekst van Karel Versnaeyen haalde echter in het geheel geen prijs. In 1869 deed hij opnieuw mee met een cantate Fausts laatste nacht op tekst van Gustave Lagye, en behaalde de eerste prijs. Het prijzengeld alsmede een studiebeurs gaf hem de gelegenheid om gedurende vier jaar rond te reizen in Europa (Frankrijk, Duitsland en Oostenrijk), kennis te maken met Richard Wagner, door wie hij werd beïnvloed, en concerten te geven, met name in Italië. Eenmaal terug in Gent begon hij zich met het muziekleven aldaar te bemoeien. Hij werd er muziekdocent en bestuurder van de Bond ter Bevordering der Nationale Toonkunst, afdeling Gent. In 1878 werd hij benoemd tot directeur van de muziekacademie van Bergen als opvolger van Gustave Huberti. Daarbij gaf hij les in contrapunt, harmonieleer, samenzang, kamermuziek en esthetica. Onder zijn leiding groeide de muziekschool uit tot het Conservatorium van Bergen in 1882. Zoals veel van zijn tijdgenoten kwam hij onder invloed te staan van Peter Benoit, de centrale man in het muziekleven van Vlaanderen.
Hij schreef talloze werken in bijna alle genres:
- cantates De wind, Het woud, Fausts laatste nacht, Grisar (die laatste voor de onthulling van een standbeeld voor Albert Grisar)
- Symfonisch scherzo
- Marches des esclaves
- La lutte au XIVe siècle
- Les couronnes (voor koor)
- Vaderlandsche volksliederen
- Rhena (opera in vier acten met een libretto van Michiel Carré, werd in 1927 in Nederland uitgevoerd in Rotterdam uitgevoerd met Liesbeth Poolman-Meisser als Rhena; het Algemeen Handelsblad sabelde het werk neer[1])
- Lyrisch drama in vier acten Numance op tekst van Michel Carré, naar Numancia van Miguel de Cervantes
- Oratorium Jacobijne van Beieren met uitvoeringen door heel België
- De oogst, werd in 1899 uitgevoerd door de Maastrichter Staar in Brussel
- Een mis die het uitbracht tot uitvoeringen in Assisi
- een aantal Nederlandstalige liederen zoals De toekomst, Lentezang, ’t Land van de reus etc.
- Le rêve, werk voor achtstemmig dubbelkoor voor de Lassusfeesten in Bergen in 1894
- 38 leçons de solfège en Solfège de perfectionnement (leerboeken)

- Bibliothèque nationale de France: cb148459567 (data)
- Gemeinsame Normdatei: 117736813
- International Standard Name Identifier: 0000 0000 2140 7599
- Library of Congress Control Number: no2018088461
- MusicBrainz: 0bc61d36-177e-4ccd-8a88-f5825bfc5805
- Virtual International Authority File: 49491902
- WorldCat: E39PBJxhtMPkfM8qqc64gFY3wC